# Mirosław Malec (motocyklista)
Mirosław Malec (ur. 3 stycznia 1936 w Warszawie, zm. 15 października 2020) – polski motocyklista, trener i działacz sportowy.

## Życiorys
Był absolwentem warszawskiego technikum samochodowego. Występował w zespołach Ligi Przyjaciół Żołnierza (od 1951), Legii Warszawa i SKM Warszawa. Równocześnie pracował w Warszawskiej fabryce Motocykli.
Wystąpił w trzynastu edycjach sześciodniówki motocyklowej (ISDT) (wszystkie ukończył), dwukrotnie startował na skuterze Osa. Ośmiokrotnie zdobywał złote medale FIM za udział w tej imprezie (1957, 1959, 1960, 1961, 1969, 1970, 1972, 1973) (podawana jest także liczba dziewięciu złotych medali), otrzymał też trzy medale srebrne i jeden brązowy. Drużynowo zajął w ISDT 8. miejsce w 1972 i 7. miejsce w 1974 (w swoim ostatnim starcie). W 1962 i 1965 zdobył złoty medal w Rajdzie Tatrzańskim. Trzykrotnie zdobył mistrzostwo Polski w motocrossie w klasach 125 cm³ i 250 cm³.
Od 1976 pracował jako trener koordynator reprezentacji Polski w rajdach szosowo-terenowych. W 1977 ukończył studia w Akademii Wychowania Fizycznego w Warszawie. W 1984 poprowadził polską reprezentację do 2. miejsca w 59. Sześciodniówce Motocyklowej w Assen Od 1989 do 2003 był dyrektorem Biura Sportu Zarządu Głównego Polskiego Związku Motorowego. Organizował sześciodniówki motocyklowe w Jeleniej Górze i Kielcach. Był szefem ekipy podczas 68. Sześciodniówki Motocyklowej w 1993 wygranej przez polski zespół jedyny raz w historii. W latach 2003–2007 był członkiem Zarządu Głównego PZMot..